# 2000 Man
«2000 Man» —en español: «Hombre 2000»— es una canción de la banda británica de rock The Rolling Stones, incluida en su álbum Their Satanic Majesties Request, editado en 1967.
Escrita por Mick Jagger y Keith Richards, la canción comienza con los ronquidos de una persona seguidos por una guitarra acústica. Las letras hablan sobre un hombre que vive en el futuro (la década de 2000) y cuya esposa todavía lo respeta, a pesar de que la trataba mal y tienen "un affaire con una computadora".
«2000 Man» fue grabada en los Olympic Studios de Londres entre el 20 y 30 de agosto y el 1 y 7 de septiembre de 1967.

## Personal
Acreditados:
- Mick Jagger: voz, coros.
- Keith Richards: guitarra acústica, guitarra eléctrica, coros.
- Brian Jones: guitarra acústica
- Charlie Watts: batería.
- Bill Wyman: bajo.
- Nicky Hopkins: órgano.